# 伊那市站
伊那市站（日语：／ Inashi eki */?）是位於日本長野縣伊那市荒井的東海旅客鐵道（JR東海）飯田線車站。為伊那市中心站。

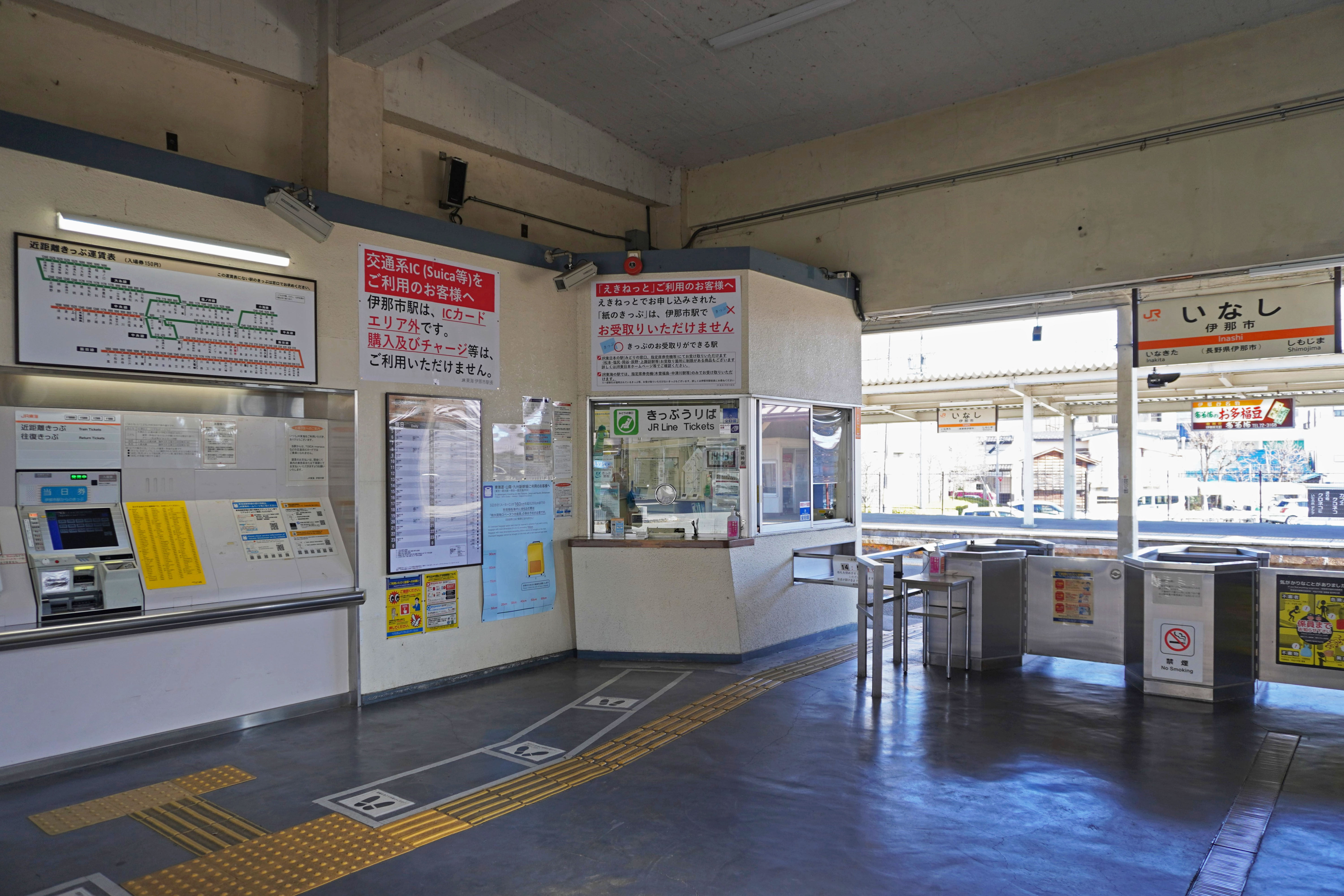
閘口(2023年3月)

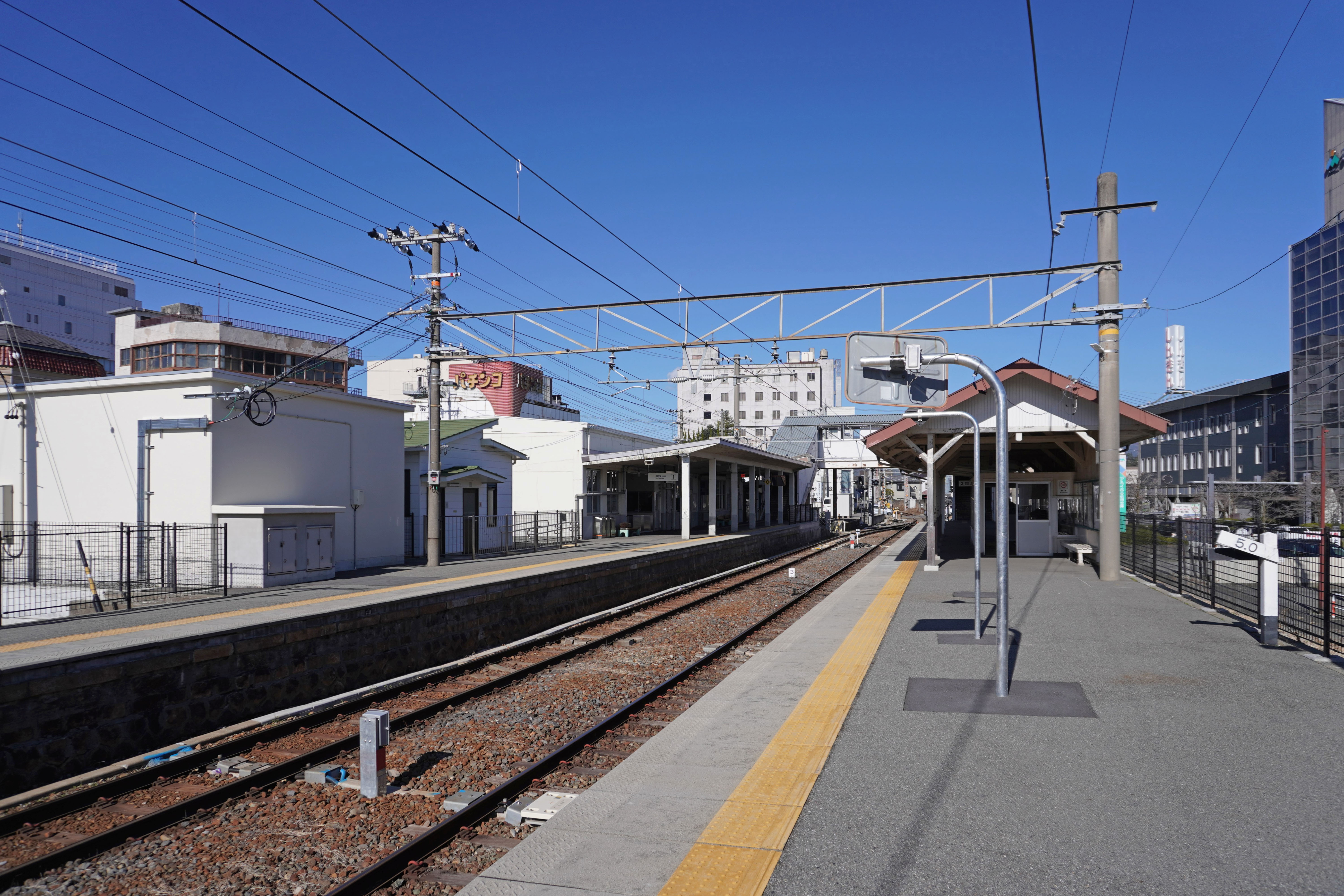
月台(2023年3月)

## 車站構造
車站為相對式月台，2面2線，可以列車交會的地上車站。設有站舍，在1號月台，候車室在2號月台。在伊那北站方向的月台端有橋橫跨路軌。
車站為站長、站員配置站（直營站），管理上片桐站至宮木站。車站設有綠窗口和自動售票機。在2005年，東日本旅客鐵道長野支社設置了自動檢票機。
車站內有小商店和車站便當，在2006年，售賣車站便當的商店因破產而終業。在自動售票機外設有廁所。

### 月台配置
| 月台 | 路線   | 方向 | 目的地           |
| ---- | ------ | ---- | ---------------- |
| 1    | 飯田線 | 下行 | 辰野方向         |
| 2    | 飯田線 | 上行 | 飯田、天龍峽方向 |

## 利用狀況
以下為每年平均每日上落車人次：
- 1,388人（2005年）
- 1,366人（2006年）
- 1,315人（2007年）
- 1,253人（2008年）
- 1,192人（2009年）

## 車站周邊
車站是位於伊那市中心位置，站前是商店街。
- 八十二銀行伊那市站前分店
- 伊那大蘆郵局
- 長野縣伊那彌生丘高校
- 長野縣高遠高等學校
- 伊那巴士巴士站、伊那市街地循環線。於伊那巴士總站。
- 中央道高速巴士，前往新宿、橫濱。於伊那巴士總站。
- 高速巴士，前往大阪。於伊那巴士總站。
- JR關東巴士高遠線，前住高遠町
- 上伊那地方辦事處
- 伊那建設辦事處
- 伊那診所
- 長野縣伊那聯合政府大樓
- 長野地方裁判所
- 伊那稅務署
- 伊那區公共檢察官辦公室
- Alupus中央信用銀行總店
- 伊那市立圖書館
- 天龍川
- 國道153號

## 历史
- 1912年（明治45年）5月14日 - 伊那電車軌道（1919年改名為伊那電氣鐵道）延伸至入舟町停車站（後來的入舟停車站，已停用），新設伊那町站，終點站。
- 1913年（大正2年）12月27日 - 伊那電車軌道線延長至宮田站，伊那町站成心中途站。
- 1943年（昭和18年）8月1日 - 伊那電氣鐵道線國有化，成為國鐵飯田線車站。
- 1952年（昭和27年）7月1日 - 貨物起卸服務停止，成為旅客車站。
- 1954年（昭和29年）11月10日 - 伊那町改名為伊那市，車站也改名為伊那市站。
- 1971年（昭和46年）12月1日 - 行李起卸服務停止。
- 1976年（昭和51年）3月15日 - 兩座月台間的橋建成，開始使用。
- 1976年（昭和51年）10月1日 - 設置在下行月台的水車。
- 1979年（昭和54年）4月1日 - 設置綠窗口。
- 1987年（昭和62年）4月1日 - 因國鐵分割民營化，本站成為東海旅客鐵道的車站。

## 相鄰車站
東海旅客鐵道
 飯田線
■快速（包括「水篶」）
澤渡－（一部分停靠下島）－伊那市－伊那北
■普通
下島－伊那市－伊那北
※在國有化以前，本站與伊那北站之間有一個入舟停留場，而該停留場與此站之間還設有一個小黑停留場。